# Катандзаро (провінція)
Провінція Катандзаро (італ. Provincia di Catanzaro) — провінція в Італії, у регіоні Калабрія.
Площа провінції — 2 391 км², населення — 368 012 осіб.
Столицею провінції є місто Катандзаро.

## Географія

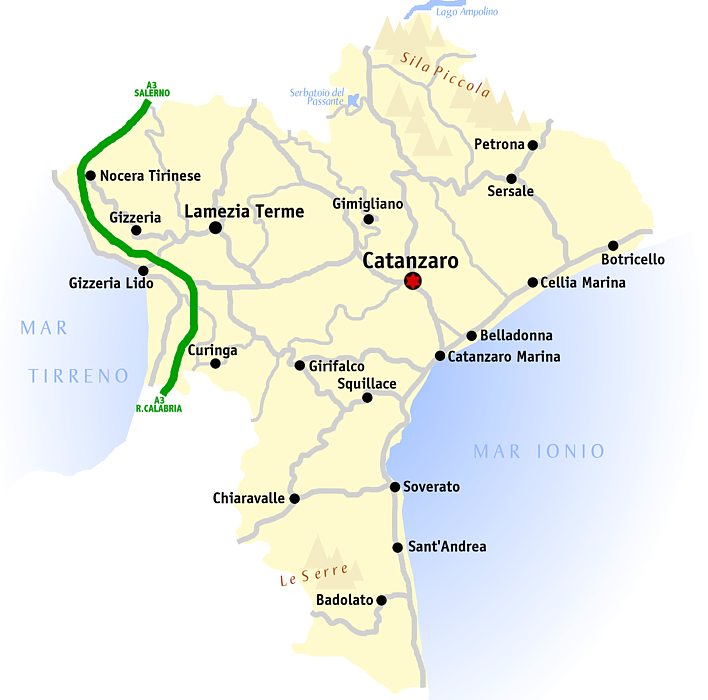
Мапа провінції

Межує на півночі з провінцією Козенца, на північному сході з провінцією Кротоне, на півдні з провінцією Реджо-Калабрія, на південному заході з провінцією Вібо-Валентія.

## Основні муніципалітети
Найбільші за кількістю мешканців муніципалітети (ISTAT):
| Муніципалітет       | Населення (2007) |
| ------------------- | ---------------- |
| Катандзаро          | 94.004           |
| Ламеція-Терме       | 70.555           |
| Соверато            | 9.725            |
| Борджа              | 7.432            |
| К'яравалле-Чентрале | 6.836            |
| Курінга             | 6.750            |
| Джіріфалко          | 6.312            |
| Селлія-Маріна       | 6.129            |